# Matt Broersma
Matthew Broersma est un journaliste, illustrateur et auteur de bande dessinée américain, né le 11 janvier 1973 à Minneapolis, Minnesota. Il grandit au Texas et vit aujourd'hui[Quand ?] en Californie.

## Publications

### Histoires courtes
- Will-o'-the-wisp, récit muet publié dans Comix 2000, L'Association, 2000
- Twilight, Top Shelf: Under the Big Top, Top Shelf, 2000
- A Year in the City, auto-publié, 2001
- Pigeons, auto-publié, 2001
- Notes from the West, auto-publié, 2001
- Piège à poulet, Éditions FLBLB, mars 2001
- Le paquet, Éditions FLBLB, mars 2001
- Métro, Spoutnik, 2001
- Crows, Stereoscomic, 2001
- Les chats d'amour, Éditions FLBLB, juin 2001
- Mes rapports avec les femmes, Éditions FLBLB, janvier 2002
- Motor, auto-publié, 2004
- Les 9 vies du chat blanc, auto-publié, 2004
- Two days in a boat, auto-publié, 2004
- Nice Blues, Le Phacochère, 2004
- The Mummy, Drawn & Quarterly Showcase, Drawn & Quarterly, 2005
- Une tragedie dans le métro, L'Eprouvette, l'Association, 2006

### Recueils
- Hawaii, Éditions FLBLB, 2001
- Le Grand Tour, Éditions FLBLB, 2003
- Insomnia, Coconino Press, Vertige Graphic, Fantagraphics Books, 2005
- Détour, Coconino Press, Vertige Graphic, 2006